# Liste der Monuments historiques in Vignoles (Côte-d’Or)
Die Liste der Monuments historiques in Vignoles führt die Monuments historiques in der französischen Gemeinde Vignoles auf.

## Liste der Objekte
| Bezeichnung               | Beschreibung                                   | Standort                        | Kennzeichnung | Schutzstatus | Datum | Bild |
| ------------------------- | ---------------------------------------------- | ------------------------------- | ------------- | ------------ | ----- | ---- |
| Zwei Reliquienbüsten      | Holz, farbig gefasst, 17. Jahrhundert          | in der Kirche St-Andoche (Lage) | PM21002622    | Classé       | 1989  |      |
| Skulptur Heiliger Josef   | Keramik, Anfang des 19. Jahrhunderts           | in der Kirche St-Andoche (Lage) | PM21003763    | Inscrit      | 1981  |      |
| Skulptur Madonna mit Kind | Holz, farbig gefasst, 18. Jahrhundert          | in der Kirche St-Andoche (Lage) | PM21003764    | Inscrit      | 1981  |      |
| Kelch                     | Silber, vergoldet, Anfang des 19. Jahrhunderts | in der Kirche St-Andoche (Lage) | PM21004162    | Inscrit      | 1995  |      |